# E711 (trasa europejska)
E711 – trasa europejska biegnąca przez Francję. Zaliczana do tras kategorii B droga łączy Lyon z Grenoble. 

## Przebieg trasy
- Lyon E15
- Saint-Priest E70
- Grenoble E713